# Xã Copley, Quận Knox, Illinois
Xã Copley (tiếng Anh: Copley Township) là một xã thuộc quận Knox, tiểu bang Illinois, Hoa Kỳ. Năm 2010, dân số của xã này là 348 người.